# Gigant
Gigant var en svensk serietidning i antologiform med superhjälteserier från DC Comics som utkom åren 1964–85 och återupplivades kortvarigt 2001.

## Historik

### Den första versionen
Under de första åren gavs tidningen i svartvitt och i storformat, med serier som "Läderlappen" och "Stålmannen" och äventyr där de bägge möttes och samarbetade. Från och med 1965 gjordes tidningen helt i färg.
Under åren har tidningen främst varit ett forum för "Lagens Väktare" (i original "Justice League of America"), en serie om en sammanslutning av DC:s största superhjältar. Utöver detta har tidningen innehållit en längre sejourer med "Metallmännen" och "Gröna Lyktan" samt kortare avsnitt, ofta gammalt material, med diverse hjältar som "Svarta Fågeln", "Gröna Pilen", "Gummimannen", "Metamorfo", "Jägaren", "Blixten" och "Höken".
Den andra stora formatändringen i tidningens historia kom 1983, så man gjorde om tidningen till en 100-sidig svartvit tidning i stil med Agent X9. Serierna ändrade också karaktär – utöver trotjänarna "Lagens Väktare" satsade man på repriser av "otäckare" serier som "Träskmannen", "Svarta Skuggan" och "Kong" från Serietidningen, men också på klassiker som "Plastmannen", samt nyare och modernare serier som "Facklan", "Arak, Son of Thunder", "Jemm, Son of Saturn", "Vigilante" och "Camelot 3000". Det enda inslaget som inte var en DC-produkt var dagspresserien "Super-Ville" av Ralph Smith.
1985 slogs tidningen ihop med den nyligen återupplivade Serietidningen (innehållande "Nya Tonårsgänget"), men i slutet av året lades Gigant ner i och med nr 10. Bakom rodret på tidningen ända fram till slutet stod redaktören Cristian Hammarström, även känd som Super-Cristian.

### Den andra versionen
Kring millennieskiftet försökte Egmont Serieförlaget åter ge ut DC-serier och satsade på att återuppliva Superman (först under namnet Super-Äventyr) och Gigant med nytillskottet JLA. Ingen av tidningarna blev långvarig.
Gigant gjordes i nordisk samproduktion och modellerades efter det danska konceptet med Gigant som en tidning fylld med crossovers mellan DC-hjältar och figurer från andra förlag (till exempel Marvel och Image Comics). Tidningen utkom bara med totalt sex nummer under 2001.
 Artikeln var, i den version den hade den 24 oktober 2006, helt eller delvis hämtad från Seriewikin (hos Seriefrämjandet): Gigant